# 11794 Yokokebukawa
A 11794 Yokokebukawa (ideiglenes jelöléssel (11794) 1978 VW8) a Naprendszer kisbolygóövében található aszteroida. Eleanor F. Helin és Schelte J. Bus fedezte fel 1978. november 7-én.

## Kapcsolódó szócikk
- Kisbolygók listája (11501–12000)